# Michel Zunino
Michel Zunino (* 12. Juni 1889 in Toulon; † 26. April 1958 in La Garde (Var)) war ein französischer Politiker und Widerstandskämpfer.

## Leben

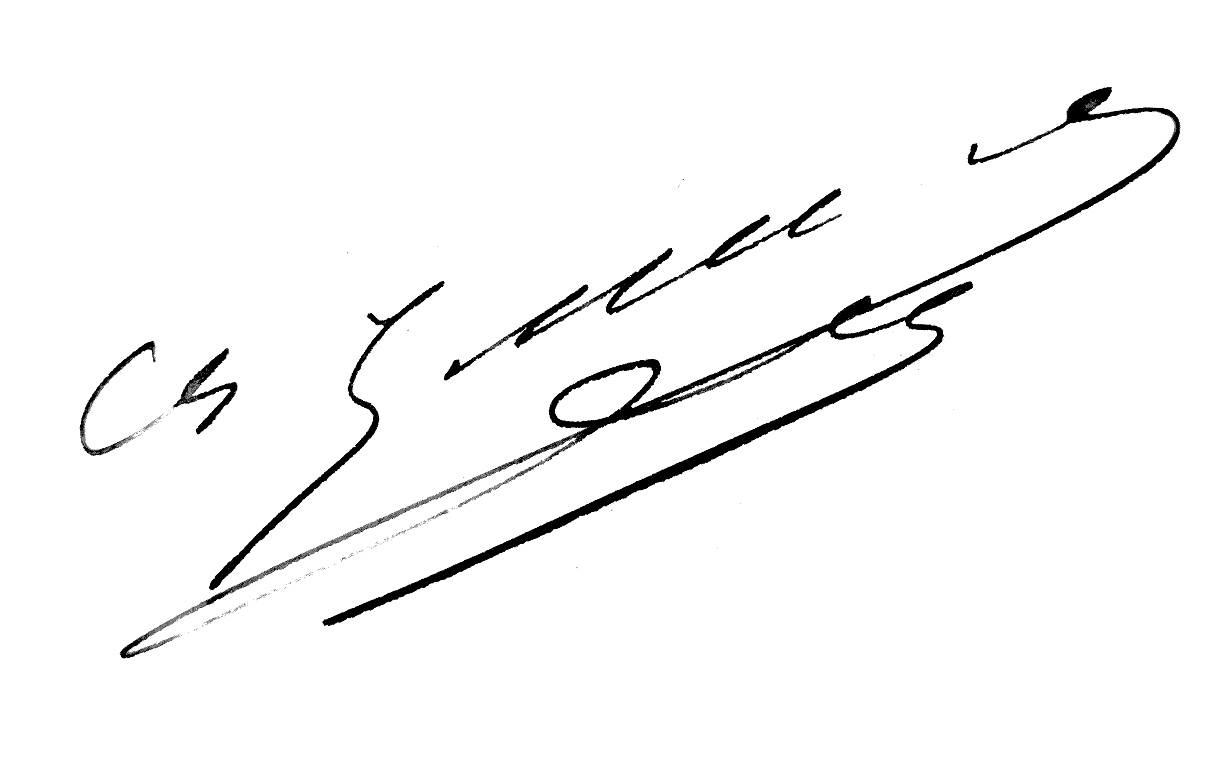
Unterschrift Michel Zunino (Archives nationales)

Michel Zunino, Sohn italienischer Einwanderer, musste 1906 sein Studium abbrechen, um die Weinhandlung seines verstorbenen Vaters zu übernehmen. Im Ersten Weltkrieg wurde er eingezogen, zweimal verwundet und beendete den Krieg als Hauptmann des Reservekorps. Nach der Krise von 1929 stieg er in die Herstellung von industriellen Ölen und Fetten ein.
Er war Mitglied der Section française de l’Internationale ouvrière (SFIO). 1929 wurde er in den Gemeinderat von La Garde gewählt, 1931 wurde er Bürgermeister. 1934 wurde er in den Generalrat gewählt und ein Jahr später Vizepräsident der Departementsversammlung. Er war auch Vorsitzender des Wohlfahrtsamtes, der landwirtschaftlichen Kreditkasse und der kommunalen Winzergenossenschaften.
In den Jahren 1934 und 1935 beteiligte er sich aktiv an der Annäherung zwischen Sozialisten und Kommunisten.
1936 wurde er in die Abgeordnetenkammer gewählt. Er gehörte den parlamentarischen Ausschüssen für die Handelsmarine, die Kriegsmarine und die Landwirtschaft an. Auf den Parteitagen von 1938 und 1939 unterstützte Michel Zunino die Kandidatur von Léon Blum. Am 10. Juli 1940 stimmte er gegen die Übertragung der Vollmachten an Philippe Pétain. Sein Mandat als Bürgermeister von La Garde legte er 1941 nieder. Er schloss sich 1942 der Résistance an und wurde Mitglied des Front National, deren Departementsvorsitzender er 1944 wurde.
Nach der Befreiung trat Michel Zunino aus der SFIO aus. Mit Unterstützung der Kommunistischen Partei Frankreichs (PCF), der er später beitrat, wurde er 1945 erneut zum Bürgermeister und Generalrat gewählt. 1945 kehrte auf der Liste der Kommunisten in das Parlament zurück. 1949 wurde er erneut in den Generalrat gewählt, unterlag aber 1955 dem Kandidaten der Rechten. In den Jahren 1946 und 1951 wurde er erneut zum Abgeordneten gewählt, 1956 kandidierte er nicht mehr. Sein Mandat als Bürgermeister behielt er jedoch bis zu seinem Tod.
Michel Zunino war der einzige Abgeordnete der SFIO, der der Volksfrontkammer angehörte und sich nach dem Zweiten Weltkrieg der KPF anschloss.

## Ehrungen
- Ritter der Ehrenlegion (1931)[2]
- Croix de guerre 1914–1918

In La Garde sind eine École maternelle und zwei Écoles primaires nach Michel Zunino benannt.